# The Wild Places (Dan Fogelberg)
The Wild Places is het elfde studioalbum van de Amerikaanse singer-songwriter Dan Fogelberg. Fogelberg had zich teruggetrokken in Colorado en het album is dan ook deels opgenomen in zijn privéstudio Mountain Bird Studio. Andere studio’s stonden in Maui en Los Angeles.

## Musici
Er kwam weer een hele lijst musici langs tijdens de opnamen:
- Dan Fogelberg – zang, alle instrumenten behalve
- Russ Kunkel –slagwerk (1), (2), (3), (4), (6), (8),(10),(11)
- Bob Glaub - basgitaar (2),(3), (4),(8),(10),(11)
- Timothy B. Schmit – zang (2), (4),(10)
- Al Garth – sopraansaxofoon, tenorsaxofoon (4),(8)
- Michael Landau – elektrische gitaar (4),(6)
- David Crosby – zang (4)
- George Hawkins - basgitaar (6)
- The Waters (Julie Waters, Maxine Waters, Oren Waters) – zang (6),(8)
- Lenny Castro – percussie, conga, timbales (6),(11)
- Jerry Hey – trompet (6)
- Sara K. – achtergrondzang (7)
- The Heart Attack Horns – blazerssectie (8)
- Mike Finnigan - orgel (10)

## Composities
Allen van Fogelberg, behalve waar vermeld:
1. "Aurora Nova" – 1:37
2. "The Wild Places" – 4:44
3. "Forefathers" – 4:56
4. "Song of the Sea" – 5:38
5. "Anastasia's Eyes" – 3:58
6. "Blind to the Truth" – 6:17
7. "Lovers in a Dangerous Time" (Bruce Cockburn)– 4:50
8. "Rhythm of the Rain" (John Gummoe) – 4:24
9. "Bones in the Sky" – 3:52
10. "The Spirit Trail" – 5:59
11. "Ever On" – 5:49

Anastasia’s Eyes refereerde aan zijn vrouw Anastasia Savage, tevens zijn verzorgster in latere jaren.
De track Lovers in a Dangerous Time valt geheel uit de toon binnen Fogelberg’s oeuvre; het werd ingezongen met een drummachine op de achtergrond en klinkt opmerkelijk jaren 80-pop.